# هوم این
هوم این (انگلیسی: Home Inn) شرکت مهمان‌نوازی چینی است، که در سال ۲۰۰۲ تأسیس شد.